# Music Family
Music Family est un jeu télévisé musical luxembourgeois présenté par Jean-Luc Bertrand puis Jérôme Anthony et Virginie Schanté et diffusé sur RTL TV puis RTL9 chaque après-midi en semaine de 16 h 30 à 18 h 45, puis chaque samedi de 11 h 30 à 13 h 30 du 2 septembre 1991 au 1er juillet 1995.

## Principe de l'émission
Ce jeu musical était basé sur le concept du duel entre deux clips vidéos diffusés à l'antenne (comme à l'époque de Challenger présentée par André Torrent), et pour lesquels les téléspectateurs votaient par téléphone au 36 65 57 54 ou par minitel sur 3615 RTL TV puis 3615 RTL9 pour les départager. 
Certains des participants étaient interceptés lors du vote et passaient à l'antenne à l'issue du duel afin de déterminer si leur vote correspondait au clip vainqueur. Dans ce cas, ils remportaient un cadeau.
Cette émission mélangeait clips actuels et clips enregistrés dans le cadre de l'émission Fréquence JLB qui trouvaient ainsi une seconde vie. Les clips, enregistrés sur des cassettes Betacam, étaient lancés par Jean-Luc Bertrand ou Jérôme Anthony qui les introduisaient dans le lecteur de cassette.
L'émission, dont le décor se composait d'un fond blanc minimaliste, était réalisée dans le petit studio messin de RTL TV puis RTL9 au 3 allée Saint-Symphorien.

### Cadeaux
Les cadeaux à gagner figuraient sur 4 cassettes Bétacam que les heureux gagnants choisissaient. Les cadeaux allaient du plus simple, la montre ou le tee-shirt RTL TV puis RTL9, au plus tendance, le baladeur CD siglé RTL TV puis RTL9.

#### Vidéos
- Extrait de Music Family en octobre 1992, CLT/RTL-TV sur Dailymotion.com.
- Générique et début de Music Family, CLT/RTL-TV sur Dailymotion.com.
- Extrait de Music Family en 1994, CLT/RTL-TV sur Youtube.com.
- Extrait de Music Family 03/01/1994, CLT/RTL-TV sur Youtube.com
- Extrait de Music Family 16/08/1994, CLT/RTL-TV sur Youtube.com